# Palva (vid Lapila, Nådendal)
Palva med Vapakari är en ö i Finland. Den ligger i Skärgårdshavet och i kommunen Nådendal i den ekonomiska regionen  Åbo ekonomiska region i landskapet Egentliga Finland, i den sydvästra delen av landet. Ön ligger omkring 11 kilometer väster om Åbo och omkring 160 kilometer väster om Helsingfors.
Öns area är 9,5 hektar och dess största längd är 0,6 kilometer i öst-västlig riktning. Ön höjer sig omkring 10 meter över havsytan.

## Sammansmälta delöar
- Palva 60°25′22″N 22°04′03″Ö / 60.42283°N 22.06748°Ö
- Vapakari 60°25′18″N 22°03′38″Ö / 60.42159°N 22.06051°Ö